# 守靈

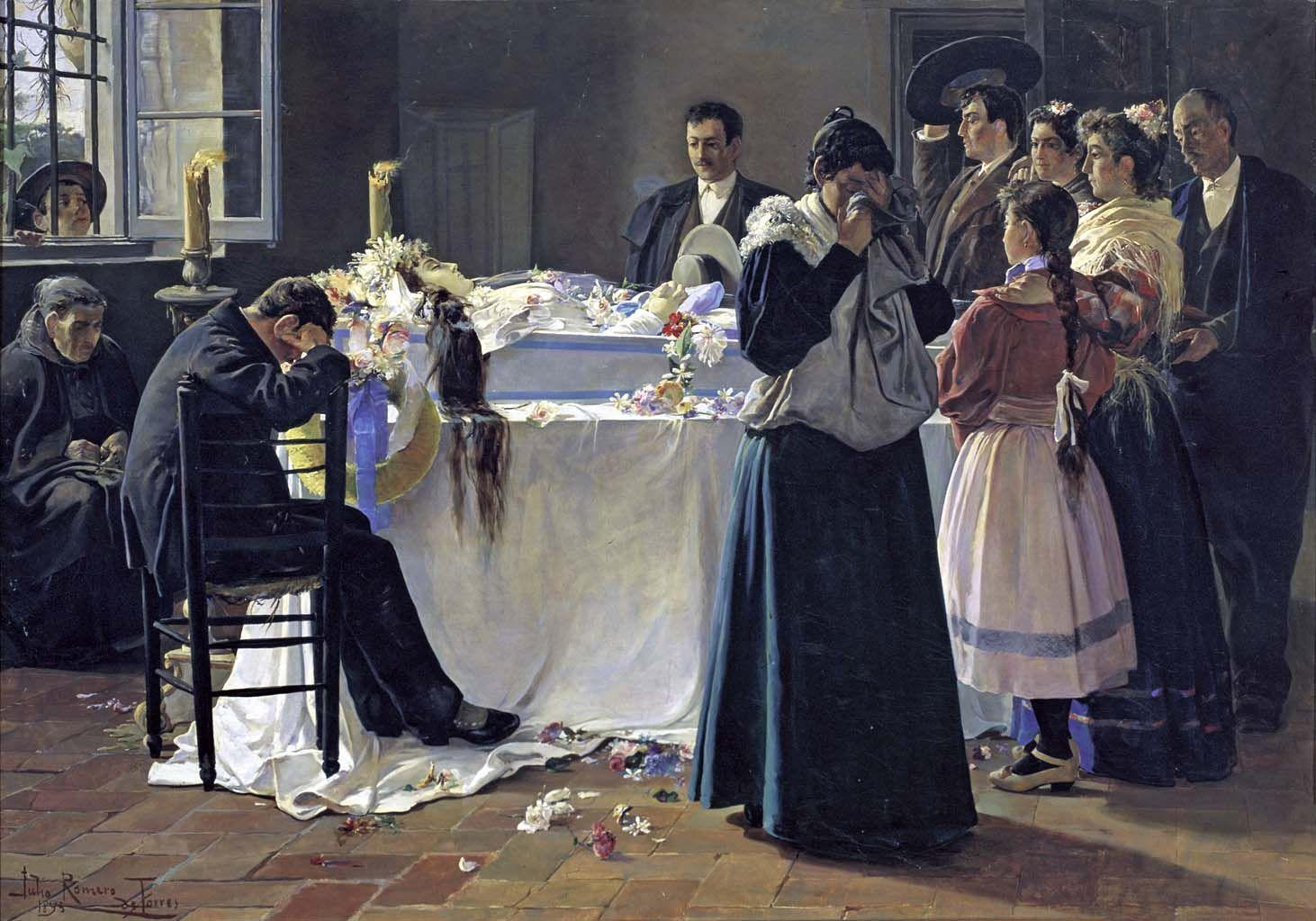
胡立歐·羅美洛·德托雷斯的畫作《看看她多甜美啊》

守灵（英语：Wake）又稱守夜、守丧、陪灵、守灵床、熬丧，是与死亡有关的活動，死者從停尸床上至入殓前，由家屬守护在死者床边。入殓后如果不立即出殡埋葬，其灵柩要停放在灵棚裡。从停灵到发丧的几天里都要有人守护。